# 1810 a.C.
- Hamurabi, foi o sexto rei da primeira dinastia babilônica, m. 1750 a.C..